# 桜井邦朋
桜井 邦朋（さくらい くにとも、1933年5月27日 - ）は、日本の宇宙物理学者。専門は、太陽物理学・高エネルギー宇宙物理学。早稲田大学理工学部総合研究センター客員顧問研究員。神奈川大学名誉教授。ユトレヒト大学、インド・ターター基礎科学研究所、中国科学院の客員教授。理学博士。

## 略歴
- 1933年（昭和8年） 埼玉県児玉郡児玉町（現：本庄市）に生まれる。
- 1956年（昭和31年） 京都大学理学部卒業。
- 1961年（昭和36年） 京都大学大学院理学研究科博士課程修了。京都大学助教授を経る。
- 1968年（昭和43年） NASAゴダード宇宙飛行センター上級研究員。
- 1975年（昭和50年） メリーランド大学流体力学応用数学研究所教授。
- 1977年（昭和52年）　帰国、神奈川大学工学部教授、同学部長を経る。
- 1997年（平成9年） 神奈川大学学長。
- 2004年（平成16年） 早稲田大学理工学部総合研究センター客員顧問研究員。神奈川大学名誉教授。

## 主な著書
- 『太陽からの風と波 宇宙空間物理への招待』、講談社〈ブルーバックス；B-278〉、1975年。ISBN 4-06-117878-4
- 『爆発する宇宙』、大陸書房、1975年。
- 『現代科学とヒューマニティ』、小学館〈100万人の創造選書；14〉、1975年。
- 『地球に急接近するハレー大彗星 宇宙科学が予言する1986年、悪夢の日』、祥伝社〈ノン・ブック〉、1976年。ISBN 4-396-10095-7
- 『太陽ニュートリノの謎 消えてしまった粒子を追って』、講談社〈ブルーバックス；B-321〉、1977年4月。ISBN 4-06-117921-7
- 『「考え方」の風土』、講談社〈講談社現代新書；551〉、1979年8月。ISBN 4-06-145551-6
- 『太陽大気とその外延』、東京大学出版会〈UPアース・サイエンス〉、1979年8月。ISBN 4-13-065051-3
- 『スペース大航海時代の宇宙の読み方 その生々流転と人間の可能性』、祥伝社〈ノン・ブック〉、1982年1月。ISBN 4-396-10196-1
- 『太陽の謎 文明の盛衰を支配するメガマシン』、ダイヤモンド社〈サイエンスブックス〉、1982年7月。
- 『太陽のはなし』、ポプラ社〈ポプラ社の天文シリーズ；1〉、1982年4月。ISBN 4-591-01144-5
- 『天文考古学入門』、講談社〈講談社現代新書；660〉、1982年7月。ISBN 4-06-145660-1
- 『すい星のなぞ』、ポプラ社〈ポプラ社の天文シリーズ；12〉、1984年4月。ISBN 4-591-01155-0
- 『宇宙を考える』、地人書館〈地人選書；16〉、1985年12月。ISBN 4-8052-0231-9
- 『太陽の誕生と死 宇宙の進化論が解き明かす』、講談社〈ブルーバックス；B-624〉、1985年10月。ISBN 4-06-132624-4
- 『宇宙物理への招待 極微と極大を結ぶ新科学』、培風館、1985年1月。ISBN 4-563-02159-8
- 『宇宙線はどこで生まれたか』、共立出版〈モダン・スペース・アストロノミー・シリーズ〉、1985年9月。ISBN 4-320-04591-2
- 『光と物質』、東京教学社、1986年4月。ISBN 4-8082-2008-3
- 『太陽 研究の最前線に立ちて』、サイエンス社、1986年8月。ISBN 4-7819-0446-7
- 『星々の宇宙 その現代的入門』、共立出版〈モダン・スペース・アストロノミー・シリーズ〉、1987年6月。ISBN 4-320-04596-3
- 『太陽黒点が語る文明史 「小氷河期」と近代の成立』、中央公論社〈中公新書；845〉、1987年7月。ISBN 4-12-100845-6
- 『科学英語論文を書く前に』、朝倉書店、1988年5月。ISBN 4-254-10068-X
- 『宇宙人はほんとにいるか？』、ポプラ社〈どんぐりブックス；17〉、1988年7月。ISBN 4-591-02846-1
- 『宇宙の姿 現代天文学が明かす』、共立出版、1989年3月。ISBN 4-320-04622-6
- 『アインシュタインが見た宇宙 相対論的宇宙論への道』、白揚社、1989年4月。ISBN 4-8269-0036-8
- 『太陽放射と地球温暖化』、海鳴社〈Monad books；60〉、1990年6月。ISBN 4-87525-058-4
- 『天文学史』、朝倉書店、1990年5月。ISBN 4-254-15012-1
- 『地球環境をつくる太陽』、地人書館〈地人選書；40〉、1990年12月。ISBN 4-8052-0370-6
- 『宇宙の発見 ニュートンからホーキングへ “永遠の謎”に挑戦した天才たち』、祥伝社、1991年2月。ISBN 4-396-61035-1
- 『自然の中の光と色 昼の月はなぜ白い』、中央公論社〈中公新書；1030〉、1991年7月。ISBN 4-12-101030-2
- 『ニュー・コスモス 現代の宇宙像を探る』、サイエンス社、1991年12月。ISBN 4-7819-0637-0
- 『歴史を変えた太陽の光 太陽研究の発展』、あすなろ書房〈科学・技術の最前線；4〉、1992年2月。ISBN 4-7515-1614-0
- 『大学教授 そのあまりに日本的な』、地人書館、1992年2月。ISBN 4-8052-0392-7
- 『物理学の考え方 物理的発想の原点を探る』、朝倉書店、1992年9月。ISBN 4-254-13060-0
- 『大学教授 続 日々是好日』、地人書館、1992年10月。ISBN 4-8052-0420-6
- 『地球環境論15講 地球環境の生成を探る』、東京教学社、1993年11月。ISBN 4-8082-5007-1
- 『天体物理学の基礎』、地人書館、1993年11月。ISBN 4-8052-0452-4
- 『寿命の法則 人間の死はいつ決められたか』、祥伝社〈ノン・ブック〉、1993年4月。ISBN 4-396-10333-6
- 『宇宙論入門15講 現代の宇宙像を探る』、東京教学社、1994年10月。ISBN 4-8082-5008-X
- 『ゆらぎの宇宙 自然の遊び心にふれる』、森北出版、1994年4月。ISBN 4-627-29060-8
- 『大学の「罪と罰」』、講談社、1994年6月。ISBN 4-06-206886-9
- 『宇宙には意志がある ついに現代物理学は、ここまで解明した』、クレスト社、1995年4月。ISBN 4-87712-502-7
- 『マリー・キュリー 激動の時代に生きた女性科学者の素顔』、地人書館、1995年7月。ISBN 4-8052-0494-X
- 『自然科学とは何か 科学の本質を問う』、森北出版、1995年11月。ISBN 4-627-21210-0
- 『現代科学論15講 科学はいずこへ行くのか』、東京教学社、1995年10月。ISBN 4-8082-0006-6
- 『宇宙のゆらぎが生命を創った 現代物理学が「人間存在」の本質に迫る』、PHP研究所、1996年7月。ISBN 4-569-55239-0
- 『物理学入門15講 物理学とはどんな学問か』、東京教学社、1996年10月。ISBN 4-8082-2034-2
- 『地球外知性体 宇宙物理学、探査40年の到達点』、クレスト社、1997年6月。ISBN 4-87712-053-X
- 『寿命の法則 人間の脳はどこまで老化に耐えられるか』、祥伝社〈ノン・ポシェット〉、1997年6月。ISBN 4-396-31084-6
- 『科学の発見はいかになされてきたか 宇宙物理学者の夢と欲望』、日本評論社、1997年7月。ISBN 4-535-78242-3
- 『宇宙誌と生命誌』、御茶の水書房〈神奈川大学評論叢書；第8巻〉、1997年10月。ISBN 4-275-01688-2
- 『光と量子 現代物理学への道』、東京教学社、1998年6月。ISBN 4-8082-2038-5
- 『物理学の「統計的」みかた 物理現象の中に“ゆらぎ”をみる』、朝倉書店、2000年2月。ISBN 4-254-13078-3
- 『大学は何を学ぶところか』、地人書館、2000年3月。ISBN 4-8052-0646-2
- 『天才たちの宇宙像』、吉川弘文館〈歴史文化ライブラリー；93〉、2000年5月。ISBN 4-642-05493-6
- 『湯川秀樹 白紙の講義録』、黙出版、2000年10月。ISBN 4-900682-52-7
- 『生命はどこからきたか 宇宙物理学からの視点』、御茶の水書房〈神奈川大学評論ブックレット；14〉、2000年11月。ISBN 4-275-01838-9
- 『宇宙には意志がある 最新科学がついに解明』、徳間書店〈徳間文庫〉、2001年6月。ISBN 4-19-891518-0
- 『宇宙の意志に人間は存在するか』、五月書房、2001年10月。ISBN 4-7727-0350-0
- 『巨石文明の謎を解き明かす 天空の神々と太陽の石』、PHP研究所、2001年5月。ISBN 4-569-61486-8
- 『大学教授 続々 予期せぬできごと』、地人書館、2002年10月。ISBN 4-8052-0711-6
- 『人はなぜ、夜空を見上げるのか 宇宙物理学の変遷と天才たち』、PHP研究所、2003年1月。ISBN 4-569-62628-9
- 『物の理 なぜ原子や分子は目に見えないか？』、白日社、2003年2月。ISBN 4-89173-107-9
- 『気候温暖化の原因は何か 太陽コロナに包まれた地球』、御茶の水書房〈神奈川大学入門テキストシリーズ〉、2003年6月。ISBN 4-275-01981-4
- 『夏が来なかった時代 歴史を動かした気候変動』、吉川弘文館〈歴史文化ライブラリー；161〉、2003年9月。ISBN 4-642-05561-4
- 『「図解」膜宇宙論 超弦理論からみえた驚異の宇宙像』、PHP研究所、2003年10月。ISBN 4-569-62819-2
- 『福沢諭吉の「科學のススメ」 日本で最初の科学入門書「訓蒙窮理図解」を読む』、祥伝社〈Non select〉、2005年3月。ISBN 4-396-50085-8
- 『「考え方」の風土 日米の発想の違い』、創文、2006年5月。ISBN 4-902037-14-9
- 『宇宙物理学』、共立出版、2006年11月。ISBN 4-320-03443-0
- 『宇宙物理学入門 宇宙の誕生と進化の謎を解き明かす』、講談社〈ブルーバックス；B-1480〉、2007年5月。ISBN 978-4-06-257480-8
- 『天文学史』、新版。筑摩書房〈ちくま学芸文庫〉、2007年6月。ISBN 978-4-480-09069-0
- 『高エネルギー宇宙物理学入門』、日本評論社、2007年7月。ISBN 978-4-535-78486-4
- 『アカデミック・ライティング 日本文・英文による論文をいかに書くか』、朝倉書店、2007年11月。ISBN 978-4-254-10213-0

### 共編著
- 『発見から創造へ』、編、地人書館〈地人選書；24〉、1987年4月。ISBN 4-8052-0249-1
- 『物理学 その現代的アプローチ』、原康夫（共編）、東京教学社、1989年4月。ISBN 4-8082-2011-3
- 『太陽が変わる景気が動く 経済学と自然科学の間』、嶋中雄二（共編）、同友館、1989年4月。ISBN 4-496-01526-9
- 『彗星 その本性と起源』、清水幹夫（共編）、朝倉書店、1989年6月。ISBN 4-254-15009-1
- 『独創が生まれない 日本の知的風土と科学』、S.K.ネトル（共著）、地人書館、1989年10月。ISBN 4-8052-0339-0
- 『高エネルギー宇宙物理学 宇宙の高エネルギー現象を探る』、編、朝倉書店、1990年2月。ISBN 4-254-15011-3
- 『人間と文化 60』、新書編纂所、三愛会〈三愛新書〉、1995年6月。ISBN
- 『「あの世」の科学・「この世」の科学 宇宙は意識が作ったのか？』、天外伺朗（共著）、PHP研究所〈Business library〉、1998年12月。ISBN 4-569-60395-5
- 『未知からのコンタクト』、村上和雄（共著）、黙出版〈Moku選書〉、2000年2月。ISBN 4-900682-44-6
- 『リンゴと地球の間にはたらく力とは何か 物理現象のしくみをさぐる』、宇佐見義之（共著）、森北出版、2005年6月。ISBN 4-627-15371-6

### 翻訳
- 『現代の太陽像 太陽物理学序説』、エドワード・G.ギブソン（著）、講談社、1978年6月。ISBN 4-06-122144-2
- 『宇宙生命接近計画』 （SF）、ジェームズ・E・ガン（著）、ダイヤモンド社〈サイエンスブックス〉、1980年3月。
- 『新しい太陽 科学衛星写真』、ジョン・A.エディ（著）、朝倉書店、1983年9月。ISBN 4-254-15007-5
- 『宇宙に生命を探る 上』、ドナルド・ゴールドスミス、トビアス・オーウェン（著）、深田豊（共訳）、共立出版、1983年4月。ISBN 4-320-00798-0
- 『宇宙に生命を探る 下』、ドナルド・ゴールドスミス、トビアス・オーウェン（著）、深田豊（共訳）、共立出版、1983年6月。ISBN 4-320-00799-9
- 『現代の素粒子像と宇宙』、ジョン・H.マルヴェイ（著）、立山暢人（共訳）共立出版、1983年9月。ISBN
- 『新・太陽系 パイオニア、ボイジャー…が明かす最新像』、J.K.ビアティ（共編）、伊藤謙哉（共監訳）、培風館、1983年10月。ISBN 4-563-02025-7
- 『科学理論の本質』、J.ザイマン（著）、大江秀房（共訳）、地人書館〈地人選書；14〉、1985年9月。ISBN 4-8052-0226-2
- 『図説われらの太陽系 2』、Patrick Moore（他著）、朝倉書店、1985年12月。ISBN 4-254-15502-6
- 『これからのエネルギー 2 石油エネルギー』、ナイジェル・ホークス（著）、ポプラ社、1986年4月。ISBN 4-591-02191-2
- 『これからのエネルギー 3 ガスエネルギー』、ガイ・アーノルド（著）、ポプラ社、1986年4月。ISBN 4-591-02192-0
- 『これからのエネルギー 5 風力エネルギー』、マイク・クロス（著）、ポプラ社、1986年4月。ISBN 4-591-02194-7
- 『これからのエネルギー 7 太陽エネルギー』、ロビン・マッキー（著）、ポプラ社、1986年4月。ISBN 4-591-02196-3
- 『物理を見なおす本 発想の意外性』、J.S.トレフィル（著）、立山暢人（共訳）、共立出版、1986年8月。ISBN 4-320-03232-2
- 『天文学と文明の起源 世界の遺跡を解読する』、ジェイムズ・コーネル（著）、鳥居祥二（共訳）、白揚社、1986年9月。ISBN 4-8269-0028-7
- 『見えない宇宙 高エネルギー宇宙物理学への招待』、ジョージ・フィールド，エリック・チェイソン（共著）、阿久津泰弘（共訳）、白揚社、1988年2月。ISBN 4-8269-0031-7
- 『科学英語論文の基礎作法』、マイケル・J.カッツ（著）、朝倉書店、1989年1月。ISBN 4-254-10073-6
- 『宇宙物理学の最前線』、フレッド・ホイル，J.ナーリカー（共著）、桜井邦朋（他訳）、みすず書房、1991年7月。ISBN 4-622-04084-0
- 『宇宙人探索のパイオニアたち』、David W.Swift（著）、桜井美樹（共訳）、共立出版、1992年9月。ISBN 4-320-04654-4
- 『生命の不思議，宇宙の謎 科学的好奇心の現在』、ウィリアム・H.ショア（編）、桜井邦朋（他訳）、白揚社、1994年12月。ISBN 4-8269-0062-7
- 『太陽 その素顔と地球環境との関わり』、ケネス・R.ラング（著）、渡辺尭（共訳）、シュプリンガー・フェアラーク東京、1997年11月。ISBN 4-431-70739-5
- 『太陽のすべて』、Patrick Moore（他著）、新装版、 朝倉書店〈図説われらの太陽系；2〉、2004年9月。ISBN 4-254-15512-3
- 『温度から見た宇宙・物質・生命 ビッグバンから絶対零度の世界まで』、ジノ・セグレ（著）、講談社〈ブルーバックス；B-1442〉、2004年10月。ISBN 4-06-257442-X
- 『星と原子』、監訳、朝倉書店〈「図説」科学の百科事典；6〉、2007年5月。ISBN 978-4-254-10626-8

### 解説
- 「ガモフ以後の太陽と月と地球」、『G.ガモフコレクション 2 太陽と月と地球と』、ジョージ・ガモフ（著）、白揚社、1991年11月。ISBN 4-8269-1052-5
- 「極微と極大の世界」、『G.ガモフコレクション 3 宇宙＝1、2、3…無限大』、ジョージ・ガモフ（著）、白揚社、1992年4月。ISBN 4-8269-1053-3
- 「科学の啓蒙と知の喜び」、『G.ガモフコレクション 4 物理学の探検』、ジョージ・ガモフ（著）、白揚社、1992年7月。ISBN 4-8269-1054-1

### 監修
- 『ホッケースティック幻想「地球温暖化説」への異論』、A・W・モントフォード（著）、青山洋（訳）、第三書館、2016年4月。ISBN 978-4807415755